# Renaison
Renaison – miejscowość i gmina we Francji, w regionie Owernia-Rodan-Alpy, w departamencie Loara.
Według danych na rok 1990 gminę zamieszkiwały 2563 osoby, a gęstość zaludnienia wynosiła 111 osób/km² (wśród 2880 gmin regionu Rodan-Alpy Renaison plasuje się na 347. miejscu pod względem liczby ludności, natomiast pod względem powierzchni na miejscu 390.).